# I remember when I die
|  | Denne artikel er oprettet af botten Steenthbot ud fra en ekstern database. Den kan derfor have sproglige fejl eller mangler. Denne skabelon kan fjernes efter kontrol af indholdet. |

I remember when I die er en dansk dokumentarfilm fra 2016 instrueret af Maria Bäck.

## Handling
Hvis du rent faktisk kunne fastholde et enkelt minde for evigt, hvad skulle det så være? I Remember When I Die er en rejse i bevidsthedens mysterium. Vi møder patienter og deres pårørende på et dansk hospice og kastes samtidig ud i en drømmeverden af erindringer og fragmenter. Døden, tidens gang og evigheden; store emner i en film, der ellers er baseret på en simpel idé: at tidsfornemmelsen ophører med at fungere i hjernen, idet man dør, og at man derfor i et kort - eller i virkeligheden meget langt - øjeblik har chancen for at opleve evigheden.